# ハイリスクみらくる
『ハイリスクみらくる』は、吉谷やしよによる4コマ漫画作品。『まんがタイムきらら』（芳文社）で2003年1月号から2004年10月号まで、『まんがタイムきららキャラット』でVol.3（2003年12月号）からVol.7（2004年10月号）まで、それぞれ連載された。単行本1冊が刊行されているが、盗作疑惑で打ち切りになったため、後期の作品はまとめられていない。

## 作品概要
ある日、魔法少女に憧れる霧ヶ崎優は、父の遺品の中からステッキを見つけるが、そのステッキにはコイン投入口がついていた。
本作は、かなり暴力的な優と、アルバート＝ホリックル（通称：アホ助）と名乗る守銭奴で女好きの魔法のステッキとが繰り広げる、スラップスティックコメディ漫画である。

## 主な登場人物
霧ヶ崎優（きりがさき ゆう）
主人公の16歳の少女。
魔法少女に憧れ実際になれたのだが、魔法のステッキであるアホ助がとんでもない性格でお金もかかるため、理想と現実の差に頭を悩ませている。
髪は青色のセミロングを、大きな赤いリボンでまとめている。
性格や口調はボーイッシュだが、魔法少女に憧れるなど少女的な面も持ち合わせている。
自らオタクと称する程魔法少女に対する思い入れが強く、コスプレをするとキャラになりきる。
学年トップになるほど成績が良い。学校の試験をアホ助に邪魔されてもなお学年2位になるほど。
また運動神経や格闘能力にも優れ、プロポーションも良い。
しかし、実は音痴。
根は素直な性格なのだが、アホ助の体を張ったボケや変態的な言動に対するツッコミ役が日常になり、いつも怒っていてすぐ暴力に及ぶキャラになってしまっている。
まどかが可愛さを強調するたびに心をときめかせるなど、百合の気がある。
なお魔法少女ではあるが、変身しても額に円マークがつくのみ、魔法は有料で効果のあるものほど高額、といった理由から滅多に魔法は使わない。
アルバート＝ホリックル（アホ助）
魔法を使うのにお金がかかる、魔法のステッキ。
口と性格が非常に悪く、お金に対する執着が強い。
ド変態で、男の浪漫に溢れた品のない性的な言動を繰り返す。
性的なものを含め体を張ったボケをかましては、優に暴力を振るわれている。
まどかは守備範囲に入っているが、優は下着泥棒や盗撮の対象にはなっても守備範囲外。
頭頂部の輪は取り外して別の地点と物体を取り出したり送り込んだりすることが出来る。
藤芝まどか（ふじしば まどか）
優の親友でクラスメイトの、小柄な少女。
髪は左右に2本のおさげを垂らし、いつも動物を模した帽子（時には生身の犬）を被っている。
天然ボケでマイペースな性格をしており、アホ助の存在も動じずに受け入れた。
成績は良くなく、徹夜で勉強をしても追試を受ける羽目に陥った。
光菱委員長（みつびし）
優のクラスメイトで、委員長を務める不思議少女。
演劇部に所属。第一印象とは裏腹に成績は良くない。
常人には理解不能な行動をするのはもちろん、アホ助の出現を予言しているような事を言ったり、優がひた隠しにしているアホ助の存在とその内実を知っているかのような事を言ったりと、その言動は謎に包まれている。
立蔵小町（たちくら こまち）
優達の隣のクラスに所属する、優のライバルを自称するお嬢様。
金髪のロングヘアで、アホ毛を一本備えている。
テストの成績で遅れをとってから優をライバル視し、事あるごとに様々な勝負を挑んでは敗北を喫し続けてきた。
素直になれずいつも高飛車な態度をとってしまうため、友達はいない。
スケ兵衛を手に入れ魔法少女となって優の前に立つが、優には全く相手にされていない。
彼女も音痴で、優ともどもカラオケボックスの一室を破壊しアホ助・スケ兵衛をも苦しめていた。
スヴェイン＝ケルベロス（スケ兵衛）
魔法を使うのにテレカが必要な、魔法のステッキ。
クールで常識的な言動をするが、それ故にキャラが薄い。
ただし小町に劣悪な環境下でレアテレカを買わせたり、真顔でまどかを殴らせようとするなど、善人というわけではない。
優にはアホ助よりマシだと思われており、持ち主の小町よりは丁寧に扱われている。

## 盗作疑惑
「まんがタイムきらら」の2004年10月号に掲載された本作品内で、4コマ作品の1本が『私立T女子学園』（竹田エリ作・集英社刊）で描かれた1本とセリフ・シチュエーションの点で極めて酷似したものだった。指摘を受けた芳文社のまんがタイムきらら編集部と作者は、同誌の翌11月号並びにきらら公式サイト上に謝罪文を掲載した。謝罪文は著作権を侵害する箇所があったことを詫び、編集部がチェック体制の不備を認め、作者はプロ作家としての自覚を欠いていたと反省するものだった。同時に本作の連載は打ち切りになる。
しかし編集部・作者ともに盗作であるとは言明しておらず、謝罪文掲載から3ヶ月後の『まんがタイムきらら』2005年2月号には同作者による新連載『あねちっくセンセーション』が開始された。

## 書誌情報

### 単行本
芳文社より「まんがタイムKRコミックス」として刊行されている。
1. 第1巻（2004年7月13日発行） ISBN 4-8322-7512-7
2004年2月号に掲載された分まで。